# FK Trajal Kruševac
Fudbalski Klub Trajal Kruševac (serb.: Фудбалски Клуб Трајал Kruševac) – serbski klub piłkarski z siedzibą w Kruševacu (w okręgu rasińskim). Został utworzony w 1933 roku, jako SD Obilićevo. Obecnie występuje w Prva liga Srbije. 

## Stadion
Klub rozgrywa swoje mecze domowe na stadionie Stadion Mladost w Kruševacu, który może pomieścić 10.300 widzów, wcześniej klub rozgrywał swoje mecze domowe na stadionie Stadion FK Trajal w Kruševacu, który może pomieścić 1.500 widzów.

## Sezony
| Sezon                          | Liga                                             | Poziom | Miejsce |
| Federalna Republika Jugosławii |                                                  |        |         |
| 1999/00                        | Druga liga SR Јugoslavije – Grupa Istok (Wschód) | II     | 7       |
| 2000/01                        | Druga liga SR Јugoslavije – Grupa Istok (Wschód) | II     | 13      |
| 2001/02                        | Druga liga SR Јugoslavije – Grupa Istok (Wschód) | II     | 15 *    |
| 2002/03                        | Zonska liga (Pomoravska zona)                    | IV     | 13      |
| Serbia i Czarnogóra            |                                                  |        |         |
| 2003/04                        | Zonska liga (Pomoravska zona)                    | IV     | 11      |
| 2004/05                        | Zonska liga (Pomoravska zona)                    | IV     | 13      |
| 2005/06                        | Zonska liga (Pomoravska zona)                    | IV     | 1       |
| Serbia                         |                                                  |        |         |
| 2006/07                        | Srpska liga (Grupa Istok)                        | III    | 4       |
| 2007/08                        | Srpska liga (Grupa Istok)                        | III    | 12      |
| 2008/09                        | Zonska liga (Pomoravsko-Timočka zona)            | IV     | 14      |
| 2009/10                        | Zonska liga (Pomoravsko-Timočka zona)            | IV     | 7       |
| 2010/11                        | Zonska liga (Pomoravsko-Timočka zona)            | IV     | 15      |
| 2011/12                        | Prva rasinska okružna liga                       | V      | 4       |
| 2012/13                        | Prva rasinska okružna liga                       | V      | 1       |
| 2013/14                        | Zonska liga (Pomoravsko-Timočka zona)            | IV     | 13      |
| 2014/15                        | Zonska liga (Grupa Zapad)                        | IV     | 14      |
| 2015/16                        | Prva rasinska okružna liga                       | V      | 1       |
| 2016/17                        | Zonska liga (Grupa Zapad)                        | IV     | 1       |
| 2017/18                        | Srpska liga (Grupa Istok)                        | III    | 1       |
| 2018/19                        | Prva liga Srbije                                 | II     | 9       |
| 2019/20                        | Prva liga Srbije                                 | II     | 13 **   |
| 2020/21                        | Prva liga Srbije                                 | II     | ?       |

 * Po zakończeniu sezonu 2001/02 FK Trajal Kruševac zrezygnował z gry w Srpskiej lidze Timok i w następnym sezonie będzie występował w Zonskiej lidze w grupie Pomoravska zona (4. poziom rozgrywek piłkarskich).
 ** Z powodu sytuacji epidemicznej związanej z koronawirusem COVID-19 rozgrywki sezonu 2019/2020 zostały zakończone po rozegraniu 30 kolejek.

## Sukcesy
- 9. miejsce Prvej ligi Srbije (1x): 2019.
- mistrzostwo Srpskiej ligi – Grupa Timok (III liga) (1x): 1999 (awans do Drugiej ligi SR Јugoslavije).
- mistrzostwo Srpskiej ligi – Grupa Istok (III liga) (1x): 2018 (awans do Prvej ligi Srbije).
- mistrzostwo Zonskiej ligi – Grupa Pomoravska (IV liga) (1x): 2006 (awans do Srpskiej ligi).
- mistrzostwo Zonskiej ligi – Grupa Zapad (IV liga) (1x): 2017 (awans do Srpskiej ligi).
- mistrzostwo Prvej  rasinskiej okružnej ligi (V liga) (2x): 2013 i 2016 (awanse do Zonskiej ligi).